# Phenjan
Phenjan (kiejtése magyar beszédben: [phenjan], nem pedig *[fenjan]) vagy a koreai neve után Phjongjang (hangul: 평양, handzsa: 平壤, RR: Pyeongyang) a tengerszint felett csupán 27 méterrel fekvő település a Tedong (Taedong) folyó partján, a Koreai Népi Demokratikus Köztársaság, azaz Észak-Korea fővárosa.
Mondák nyomán a Tangun (Dangun) király által alapított Aszadal (Asadal) nevű településsel azonosítják. A város egykoron a koreai kereszténység fellegvára volt, ma azonban a többnyire ateista Észak-Korea legnagyobb városa. A koreai háború utáni újjáépítés óta a város látképét egy nagyon különleges stílus, a szocialista realizmus és a hagyományos koreai stílus keveredése határozza meg. Közigazgatási rendszere 19 körzetre osztja: 18 kerületre, és egy megyére. A 2011-es közigazgatási reformok óta a város területe csupán kétharmada az eredetinek.
A városban összesen öt vallási építmény található: négy keresztény templom (egy katolikus, kettő protestáns, egy görögkeleti), illetve egy mecset. Lélekszáma 2,8 millió fő, és habár sokáig éttermei csak a koreai konyhát képviselték, a közelmúltban számos külföldi stílusú létesítmény is nyílt a városban, mint például kínai, olasz és japán éttermek.
Tömegközlekedésének gerince a phenjan (p'yŏngyang)i metró, amely 1973-as megnyitásával a Koreai-félsziget első földalatti vasútja.

## Megnevezései
Neve szó szerint síkságot, sík földterületet jelent, eredeti kiejtése Puruna (부루나) volt. Történelmi nevei közé tartozik Rjugjong (류경; 柳京, Ryugyŏng), melynek jelentése „a füzek fővárosa”, fűzfái a költészetben is megjelentek. A 21. században is számos épület viseli ezt a régi nevet, közülük a legismertebb a Rjugjong Hotel (Ryugyŏng Hotel). Egy ideig a neve Szogjong (서경; 西京, Sŏgyŏng), tehát „nyugati főváros” volt, habár csupán tartományi székhely szerepét töltötte be.
Az 1910-től 1945-ig tartó japán megszállás ideje alatt a város kínai írásjegyeinek japán olvasata, Heidzsó (Heijō) volt a város megnevezése. A város beceneve a 20. század elejétől „Korea Jeruzsáleme” lett, mivel a koreai kereszténység központjává vált. Ez egészen 1948-ig, a Koreai Népi Demokratikus Köztársaság kikiáltásáig tartott.
Kim Ir Szen (Kim Il-sung) 1994-es halála után Kim Dzsongil (Kim Jŏng-il) néhány tanácsadója felvetette az ötletet, miszerint Phenjant (P'yŏngyangot) Kim Ir Szen (Kim Il-sung)-városra (김일성시; 金日成市) illene átnevezni, azonban mások szerint a déli fővárost, Szöul (Seoul)t kellett volna ezen a néven hívni (ahogy a dél-vietnámi fővárosból, Saigonból Ho Si Minh-város lett), Phenjan (P'yŏngyang) pedig a Kim Dzsongil (Kim Jŏng-il)-város (김정일시; 金正日市) nevet kapta volna. Végül elvetették a javaslatot.
A magyar Phenjan névalak az orosz Пхеньян átírása, kiejtése is helytelenül lett fenjan az első két betű rossz olvasásából.

## Földrajza
Phenjan (P'yŏngyang) az ország nyugati-középső részén helyezkedik el, egy síkságon, amely kb. 50 km-re található a Koreai-öböltől, a Sárga-tenger egyik ágától. A Tedong (Taedong) folyó délnyugati irányba haladva szeli ketté a várost. A Phenjan (P'yŏngyang)-síkság, ahol a város található, egyike a Koreai-félsziget legnagyobb síkságainak (a másik a Cserjong (Chaeryŏng)-síkság), amelyek megközelítőleg azonos méretűek, 500 négyzetkilométeresek.

A város szigetei:
1. Turuszom (Turusŏm)
2. Janggakto (Yanggakto)
3. Rungnado (Rŭngrado)

A Tedong (Taedong) phenjan (p'yŏngyang)i szakaszán három sziget található: Turuszom (두루섬; „széles sziget”, Turusŏm), Janggakto (양각도; 羊角島, Yanggakdo) és Rungnado (릉라도; 綾羅島, Rŭngrado).

### Éghajlata
A város éghajlata nedves kontinentális, télen Szibéria felől fújó hideg, száraz szelek a jellemzőek, amelyek a teleket különösen hideggé teszik, és novembertől a következő év márciusáig tartó fagyot is eredményezhetnek, bár január kivételével a nappali átlaghőmérséklet minden hónapban valamivel fagypont felett alakul. A tél általában sokkal szárazabb, mint a nyár, a havazás átlagosan 37 napig tart.
A száraz, hideg tél és a nyirkos, meleg nyár közti átmenet április 22-e, az őszi „váltás” október 16-a környékén történik. A város egyik jellegzetessége a tavaszi hőmérséklet-ingadozás: nappal magas a hőmérséklet, éjszaka pedig alacsony. Ebben az évszakban a város átlaghőmérséklete mégis magasabb, mint az azonos szélességi fokon fekvő keleti- és nyugati-parti településeké. Nyáron, június és szeptember között az átlagos napi hőmérséklet gyakran meghaladja a 20 °C-ot.
A városban a valaha mért legalacsonyabb hőmérséklet –30,2 °C volt (1949), a legmagasabb pedig 37,2 °C (1939).
| Hónap                                                             | Jan.  | Feb.  | Már.  | Ápr. | Máj. | Jún. | Júl. | Aug. | Szep. | Okt. | Nov.  | Dec.  | Év    |
| ----------------------------------------------------------------- | ----- | ----- | ----- | ---- | ---- | ---- | ---- | ---- | ----- | ---- | ----- | ----- | ----- |
| Rekord max. hőmérséklet (°C)                                      | 11,0  | 15,9  | 22,5  | 29,3 | 35,2 | 37,1 | 37,2 | 36,7 | 34,6  | 28,9 | 23,2  | 14,3  | 37,2  |
| Átlagos max. hőmérséklet (°C)                                     | −0,8  | 2,4   | 8,9   | 17,1 | 22,6 | 26,7 | 28,6 | 28,9 | 24,7  | 18,2 | 9,4   | 1,7   | 15,8  |
| Átlaghőmérséklet (°C)                                             | −5,8  | −2,7  | 3,6   | 11,0 | 16,8 | 21,6 | 24,7 | 24,7 | 19,5  | 12,5 | 4,6   | −2,8  | 10,7  |
| Átlagos min. hőmérséklet (°C)                                     | −10,7 | −7,8  | −1,8  | 4,9  | 10,9 | 16,5 | 20,7 | 20,5 | 14,3  | 6,7  | −0,3  | −7,2  | 5,6   |
| Rekord min. hőmérséklet (°C)                                      | −28,5 | −23,4 | −18,8 | −4,5 | 1,4  | 7,0  | 12,3 | 12,3 | 2,7   | −6,6 | −19,9 | −30,2 | −30,2 |
| Átl. csapadékmennyiség (mm)                                       | 12    | 11    | 24    | 50   | 72   | 90   | 275  | 212  | 100   | 40   | 35    | 16    | 937   |
| Átl. páratartalom (%)                                             | 70    | 66    | 63    | 61   | 66   | 72   | 82   | 81   | 77    | 73   | 72    | 71    | 71    |
| Havi napsütéses órák száma                                        | 184   | 197   | 231   | 237  | 263  | 229  | 181  | 204  | 222   | 214  | 165   | 165   | 2492  |
| Forrás: World Meteorological Organization, Deutscher Wetterdienst |       |       |       |      |      |      |      |      |       |      |       |       |       |

## Történelme
Phenjan (P'yŏngyang) területe már a Cshulmun (Ch'ulmun)- és Mumun-korszakokban (i. e. 8000 – i. sz. 300) is lakott volt, amelyet az 1950-es években feltárt ősi települések maradványai is bizonyítanak. Elődjét a legenda szerint i. e. 2333-ban alapította Vanggomszong (왕검성; 王儉城, Wanggeomseong) néven Tangun (Dangun), a koreai államalapító. Az észak-koreai hagyományok Aszadal (Asadal)lal (아사달; 阿斯達), Kodzsoszon (Kojosŏn) hajdani fővárosával azonosítják.

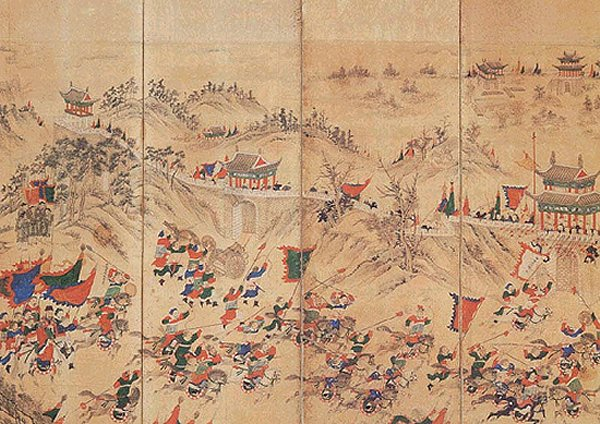
Koreai–kínai csapatok támadása a város 1593-as ostrománál

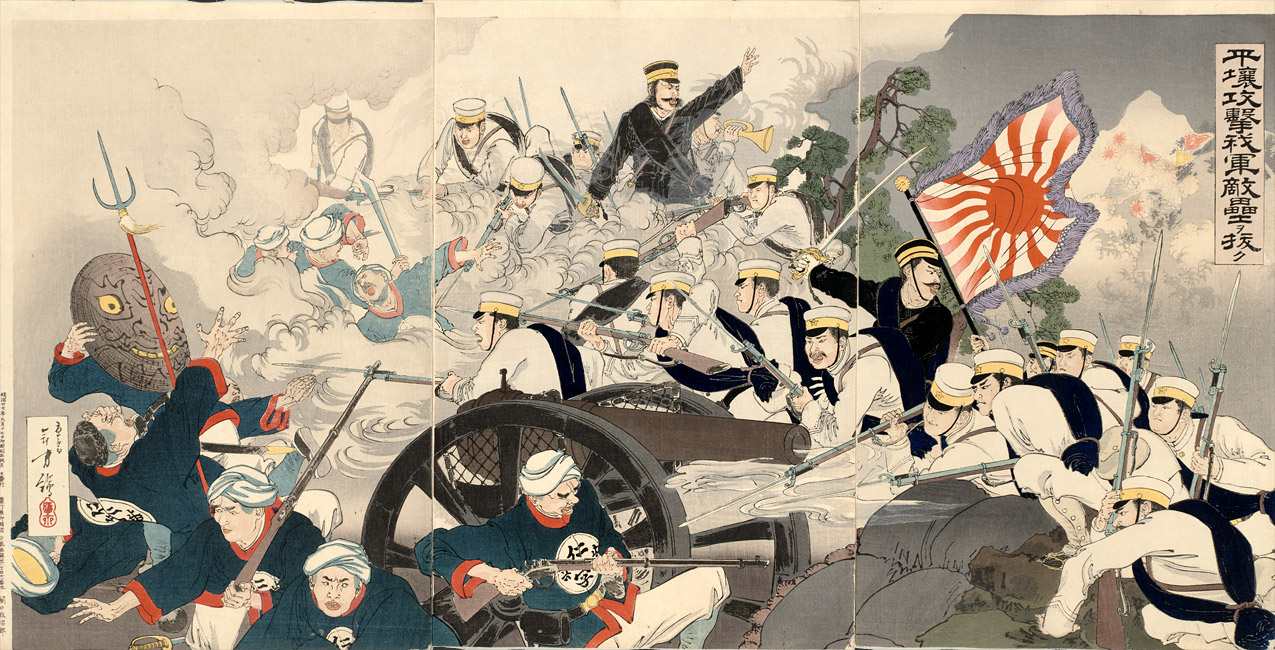
1894-es csata az első kínai–japán háború idején

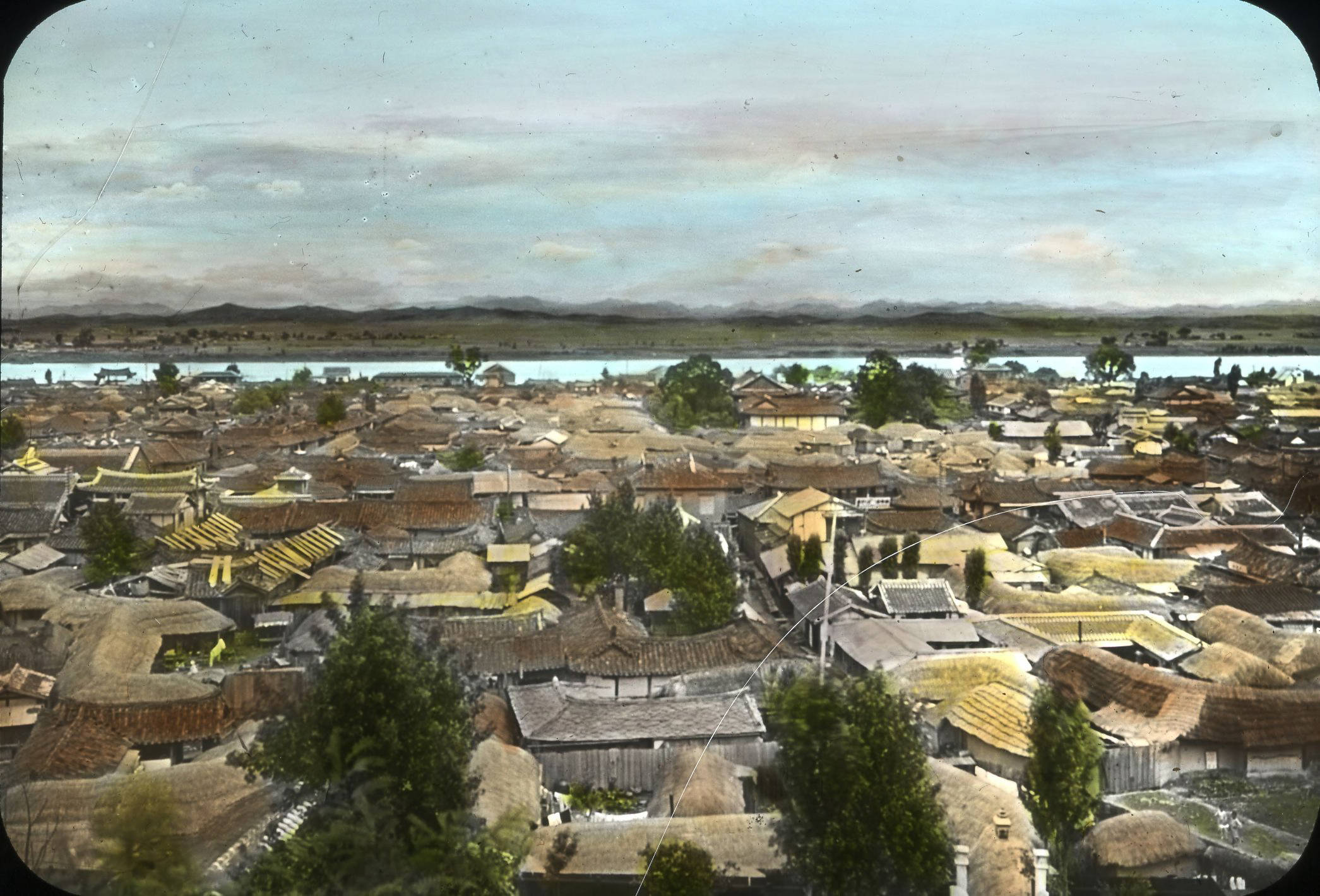
Látképe a 20. század elején

Valószínű, hogy a város területe később Üman Csoszon (Wiman Chosŏn)hoz, egy rövid életű államhoz tartozott. A Han-dinasztia uralkodója, Han Vu-ti (Han Wu-ti) Phenjan (P'yŏngyang) egyik mai kerülete, a Rangnang-kujok (Rangnang-kuyŏk) területén parancsnokságok felépítését rendelte el, melyek központja a Lölang (Lelang) (樂浪; koreai olvasatban: Rangnang) nevet kapta. Számos régészeti lelet a későbbi, Keleti Han (i. sz. 25–220) korból arra enged következtetni, hogy a Han-csapatok fosztogattak a környéken később.
A három királyság korszakában megalakult Rangnang (락랑국; 樂浪國) 313-ig tartott ki, ekkor Kogurjo (Koguryŏ) bekebelezte.
427-ben Kogurjo (Koguryŏ) fővárosa, 668-ban a kínai Tang-dinasztia keleti protektorátusának székhelye lett, amely nyolc évvel később, 676-ban Silla uralma alá került.
Csoszon (Chosŏn) idején Phjongan (P'yŏngan) tartomány székhelye volt.
Az Imdzsin (Imjin) háború idején Phenjan (P'yŏngyang) a japán csapatok kezére került, egészen annak 1593-as visszafoglalásáig. A kései 17. században átmenetileg mandzsuk megszállása alatt állt, amíg a koreaiak békeszerződést nem kötöttek velük. A 16. században a kereszténység hatása elérte Koreát. Phenjan (P'yŏngyang) a kereszténység koreai terjeszkedésének fellegvára lett, és 1880-ra több mint 100 templom épült itt. Ekkortájt már több protestáns hittérítővel rendelkezett, mint akármelyik ázsiai város.
1890-ben a város lélekszáma 40 ezer volt. 1894-ben, az első kínai–japán háború idején itt ütköztek meg a küzdő felek, amely a város részleges elpusztulásához és elnéptelenedéséhez vezetett. 1896-ban kettéválasztották Phjongan (P'yŏngan) tartományt, ekkortól a város Dél-Phjongan (P'yŏngan) székhelye lett.
1910-től, a gyarmati időszakban a város neve Heidzsó lett. 1931 júliusában, a Vanpaosan (Wanpaoshan)-incidens következtében kínai-ellenes tüntetések zajlottak a városban, többnyire a korabeli sajtó túlzásai miatt.
1938-ra népessége meghaladta a 235 ezer főt.
1948 szeptemberében kikiáltották a Koreai Népi Demokratikus Köztársaságot (Észak-Korea), melynek fővárosa lett. Az 1950 és 1953 között zajló koreai háború során a város jelentős része megsemmisült. Észak-koreai kutatók szerint 428 ezer bombát dobtak a városra. A bombák száma több volt, mint a város akkori lakosságáé. 1953 után szovjet támogatással újjáépítették, épületeinek jelentős része ma is a szocializmus stílusjegyeit viseli.

## Közigazgatása
Phenjan (P'yŏngyang) 18 kerületből (kujok (kuyŏk)) és 2 megyéből (kun (kun)) áll.
| - Tedonggang-kujok (Taedonggang-kuyŏk) (대동강구역; 大同江區域) - Teszong-kujok (Taesŏng-kuyŏk) (대성구역; 大聖區域) - Tongdevon-kujok (Tongdaewŏn-kuyŏk) (동대원구역; 東大院區域) - Rangnang-kujok (Rangnang-kuyŏk) (락랑구역; 樂浪區域) - Rjokpho-kujok (Ryŏkp'o-kuyŏk) (력포구역; 力浦區域) - Rjongszong-kujok (Ryongsŏng-kuyŏk) (룡성구역; 龍成區域) - Mangjongde-kujok (Mangyŏngdae-kuyŏk) (만경대구역; 萬景臺區域) - Moranbong-kujok (Moranbong-kuyŏk) (모란봉구역; 牡丹峰區域) - Pothonggang-kujok (Pot'onggang-kuyŏk) (보통강구역; 普通江區域) - Szadong-kujok (Sadong-kuyŏk) (사동구역; 寺洞區域) | - Szoszong-kujok (Sŏsŏng-kuyŏk) (서성구역; 西城區域) - Szamszok-kujok (Samsŏk-kuyŏk) (삼석구역; 三石區域) - Szongjo-kujok (Sŏngyo-kuyŏk) (선교구역; 船橋區域) - Szunan-kujok (Sunan-kuyŏk) (순안구역; 順安區域) - Undzsong-kujok (Ŭnjŏng-kuyŏk) (은정구역; 恩情區域) - Csung-kujok (Chung-kuyŏk) (중구역; 中區域) - Phjongcshon-kujok (P'yŏngch'ŏn-kuyŏk) (평천구역; 平川區域) - Hjongdzseszan-kujok (Hyŏngjesan-kuyŏk) (형제산구역; 兄弟山區域) - Kangdong megye (강동군; 江東郡) - Kangnam (강남군; 江南郡) |

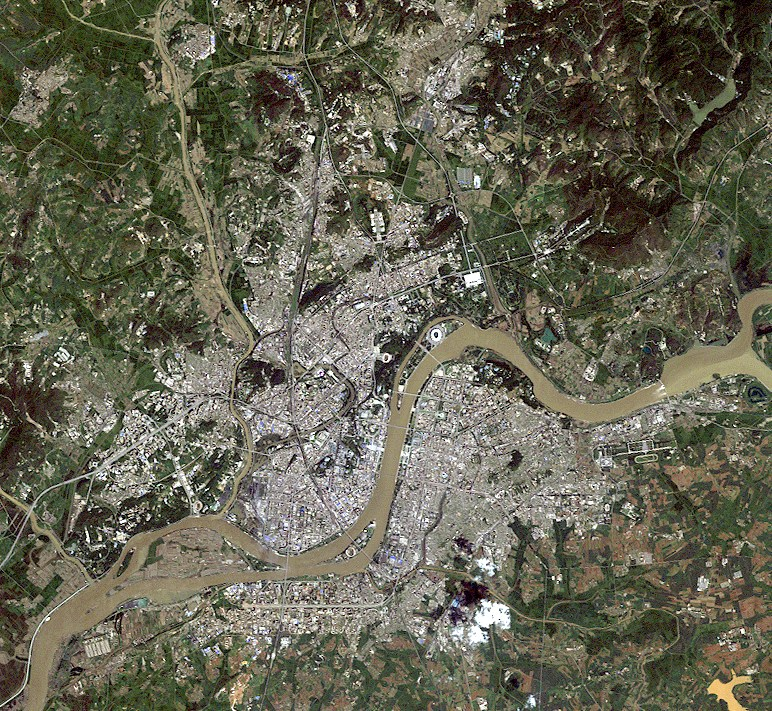
Műholdas felvétel a városról

Phenjan (P'yŏngyang) közigazgatási változásai. Az elcsatolt területek szürkével, Kangnam megye rózsaszínnel van jelölve

2010-ben nagyszabású közigazgatási reformok következményeképp a város egyharmadát Észak-Hvanghe (Hwanghae) tartományhoz csatolták. A leválasztott, korábban Phenjan (P'yŏngyang) fennhatósága alá tartozó területek:
- Kangnam (강남군; 江南郡)
- Csunghva (Chunghwa) (중화군; 中和郡)
- Szangvon (Sangwŏn) (상원군; 祥原郡)
- Szungho-kujok (Sŭngho-kuyŏk) (승호구역; 勝湖區域)

2011-ben azonban Kangnam ismét a város része lett, mivel mezőgazdasági hatékonysága stabilizálni tudta Phenjan (P'yŏngyang) élelmiszer-ellátását.

## Vallási élete

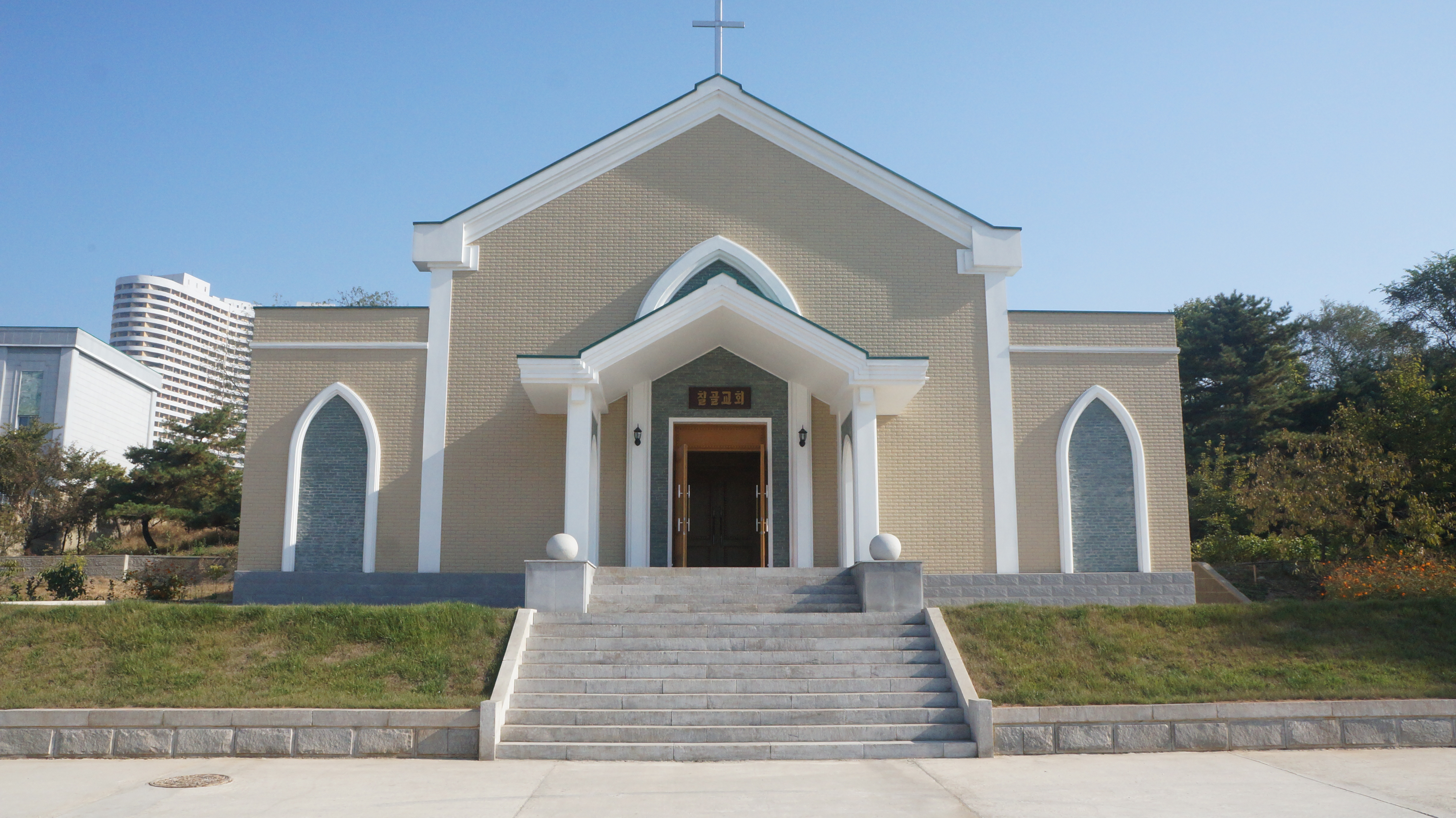
Cshilgol (Ch'ilgol) Templom

A város Korea vallási központjának számított a kommunista hatalomátvételig, a koreai háború pusztításainak azonban majdnem minden észak-koreai templom áldozatul esett.
Kivételt képez a Cshilgol (Ch'ilgol) Templom (칠골교회; 칠골敎會), amely 1899-ben épült, és amelyet 1989-ben újítottak fel. 1988-ban felépült a Pongszu (Bongsu) Templom (봉수교회; 鳳岫敎會) és a Csangcshung Katedrális (Changch'ung Katedrális) (장충성당; 長忠聖堂), amely a katolikusok észak-koreai székhelyeként szolgál.
Ezeken kívül még két vallási épület található az észak-koreai fővárosban: a 2006-ban épült Életadó Szentháromság ortodox templom, vagy koreai nevén Csongbek (Chŏngbaek) Templom (정백사원; 貞栢寺院) és a 2013-ban Irán támogatásával az iráni nagykövetség udvarában megépült Ar-Rahmán Mecset.
A Phenjani főegyházmegyét 1927. március 17-én szervezték meg, akkor még „Hpyeng-yang Apostoli Prefektúrája” néven. 1944. március 24-én a város apostoli vikáriusa Hong Rjongho (Hong Ryong-ho) lett. 1962. március 10-én a Szentszék püspöki rangra terjesztette fel, azonban valószínű, hogy azóta bebörtönözték és meghalt. A Vatikán hivatalosan csak 2013 júniusában távolította el posztjáról, azóta a Phenjani egyházmegye élén nincs senki, a körzettel adódó esetleges teendőket a Szöuli főegyházmegye érseke látja el.
Az észak-koreai alkotmány ugyan kiáll a vallásszabadság mellett, ugyanakkor számos nemzetközi szervezet, mint pl. az Open Doors szerint Észak-Koreában elnyomják a hívőket. 2016 decemberében azonban már megjelentek a karácsonyi díszek, így például a feldíszített karácsonyfa is.

## Gazdasága
Phenjan (P'yŏngyang) Észak-Korea ipari központja. A szén-, vas- és mészkőkészleteknek köszönhetően elsőként épült újjá a koreai háború pusztításai után. A könnyű- és nehézipar egyaránt jelen van a városban, és párhuzamosan fejlődtek.

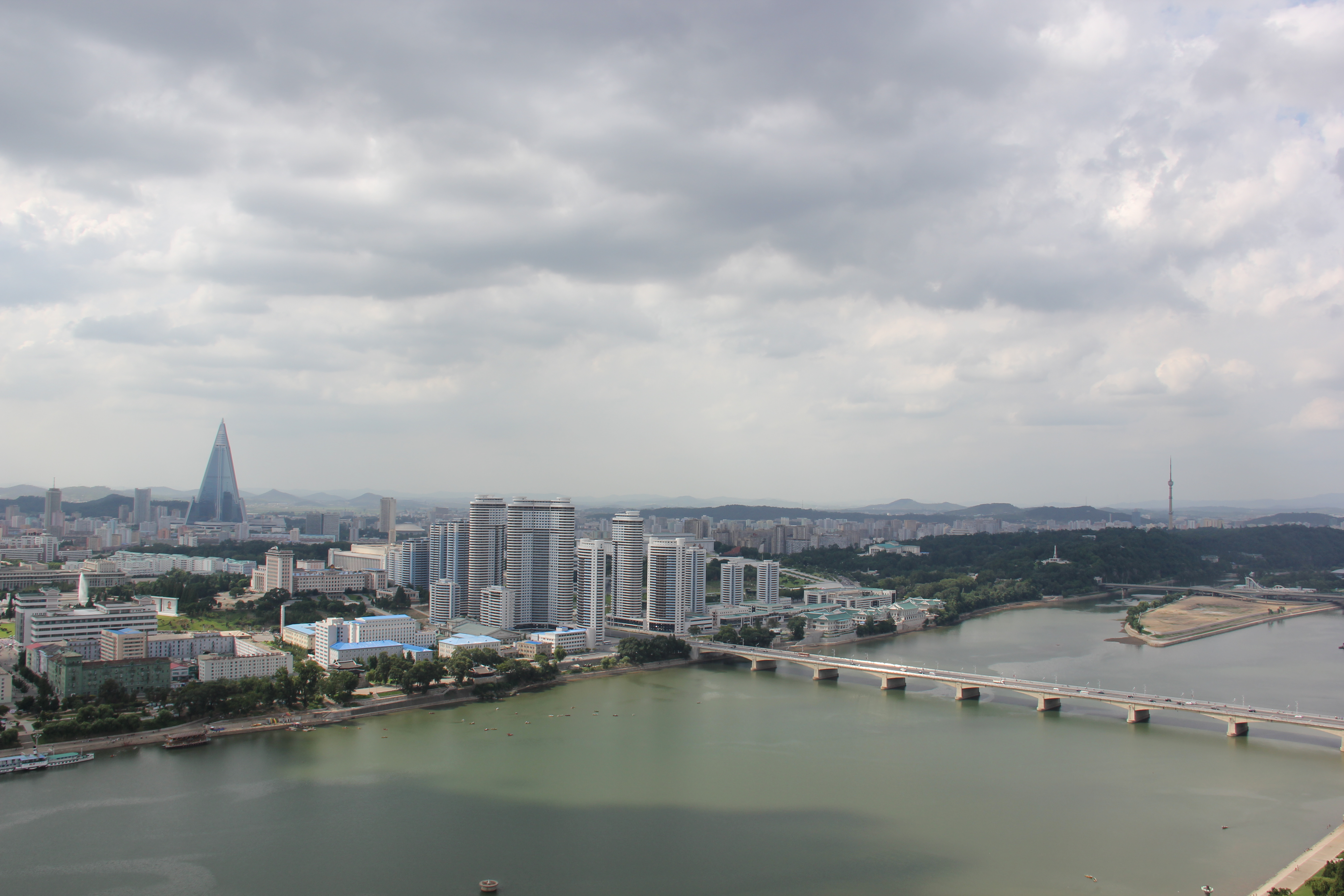
Phenjan (P'yŏngyang) belvárosa az újonnan épült Cshangdzson (Ch'angjŏn) utcai lakáskomplexummal. Háttérben látható az Ongnju (Okryu)-híd és a Rjugjong (Ryugyŏng) Hotel.

A nehézipari tevékenységek, mint például a cement-, kerámia-, lőfegyver- és lőszergyártás az ipar magja. A phenjan (p'yŏngyang)i könnyűipar képviselői közé tartoznak többek közt a textil-, lábbeli-, és élelmiszergyártó üzemek.
Megemlítendők továbbá a város határában termesztett gabonafélék, mint például a rizs, a kukorica és a szójabab. A főváros célja a teljes önellátás biztosítása húsból; a város külső kerületein lévő farmokon sertéseket, csirkéket és egyéb haszonállatokat tartanak.
A város évtizedek óta áramkimaradásokkal küzd. A probléma orvosolására építettek Hicshon (Hŭich'ŏn)ban erőműveket, Kim Dzsongil (Kim Jŏng-il) parancsára. Az építkezés második fázisa 2013 januárjában kezdődött a Cshongcshon (Ch'ŏngch'ŏn) folyón. Az első két erőmű legfeljebb 300 MW-ot tud előállítani.
Phenjan (P'yŏngyang) Észak-Korea számos nagy bevásárlóközpontjának ad otthont, közülük néhány:
- Pothonggang (Pot'onggang) Áruház (보통강백화점; 普通江百貨店)

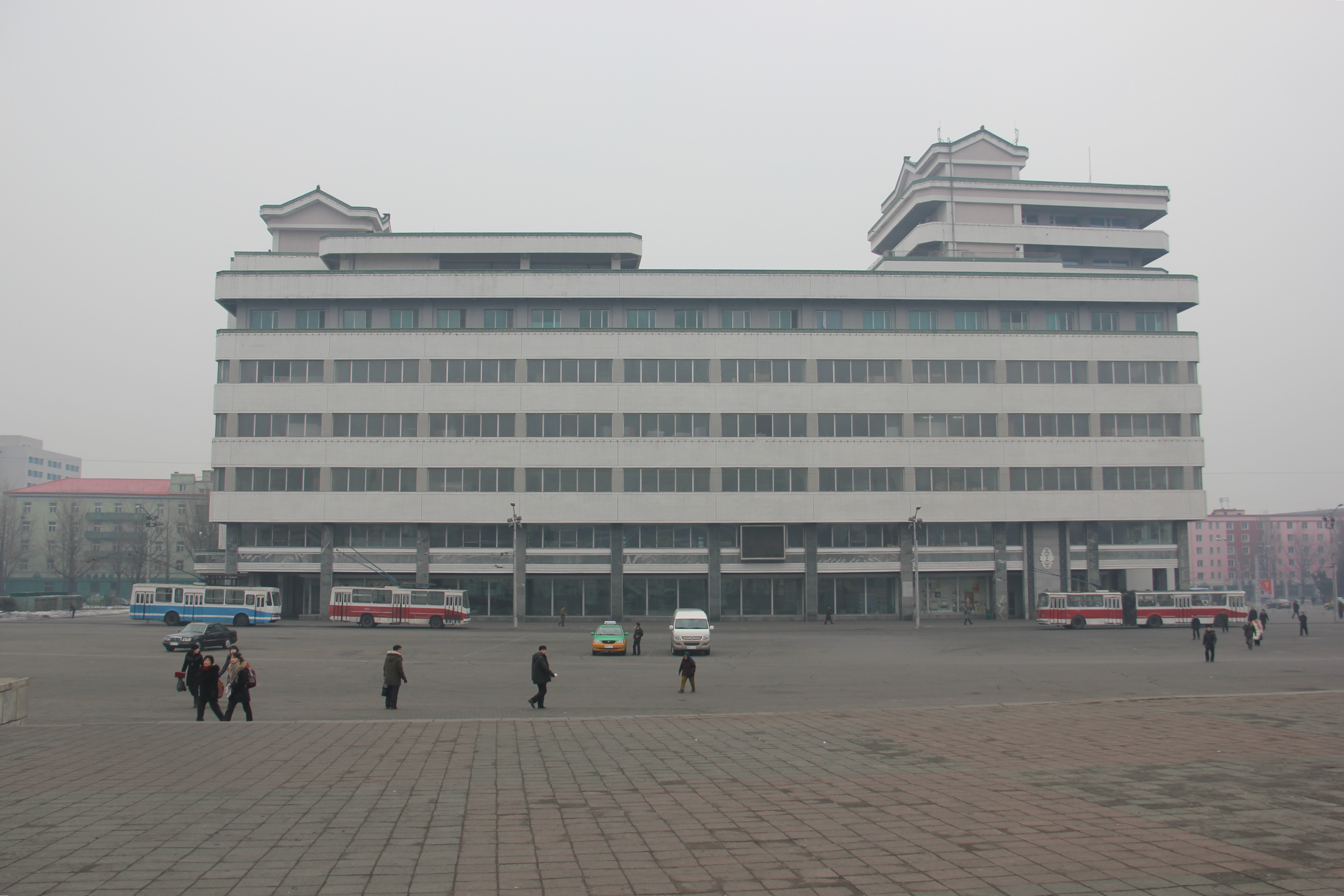
Phenjan (P'yŏngyang)i 1. sz. Áruház

- Phenjan (P'yŏngyang)i 1. sz. Áruház (평양시제1백화점; 平壤市第一百貨店)
- Phenjan (P'yŏngyang)i 2. sz. Áruház (평양시제2백화점; 平壤市第二百貨店)
- Kvangbok (Kwangbok) Áruház (광복백화점; 光復百貨店)
- Ragvon (Rakwŏn) Áruház (락원백화점; 樂園百貨店)
- Phenjan (P'yŏngyang) vasútállomás áruháza (평양역백화점; 平壤驛百貨店)
- Phenjan (P'yŏngyang)i Gyermekek Áruháza (평양아동백화점; 平壤兒童百貨店).[37]

A város Hvanggumbol (황금벌; 黃金벌, Hwanggŭmbŏl) boltokkal is rendelkezik, ami egy állami tulajdonú áruházlánc, és az a célja, hogy visszaszorítsa a feketepiacot úgy, hogy azok árainál olcsóbban árusít termékeket. Ez az áruházlánc kifejezetten abból a célból jött létre, hogy az állampolgárok pénzét az állam gazdaságában keringethesse, és az államhatalom fenn tudja tartani az ellenőrzést az ország egyre növekvő piaca felett.

## Városkép

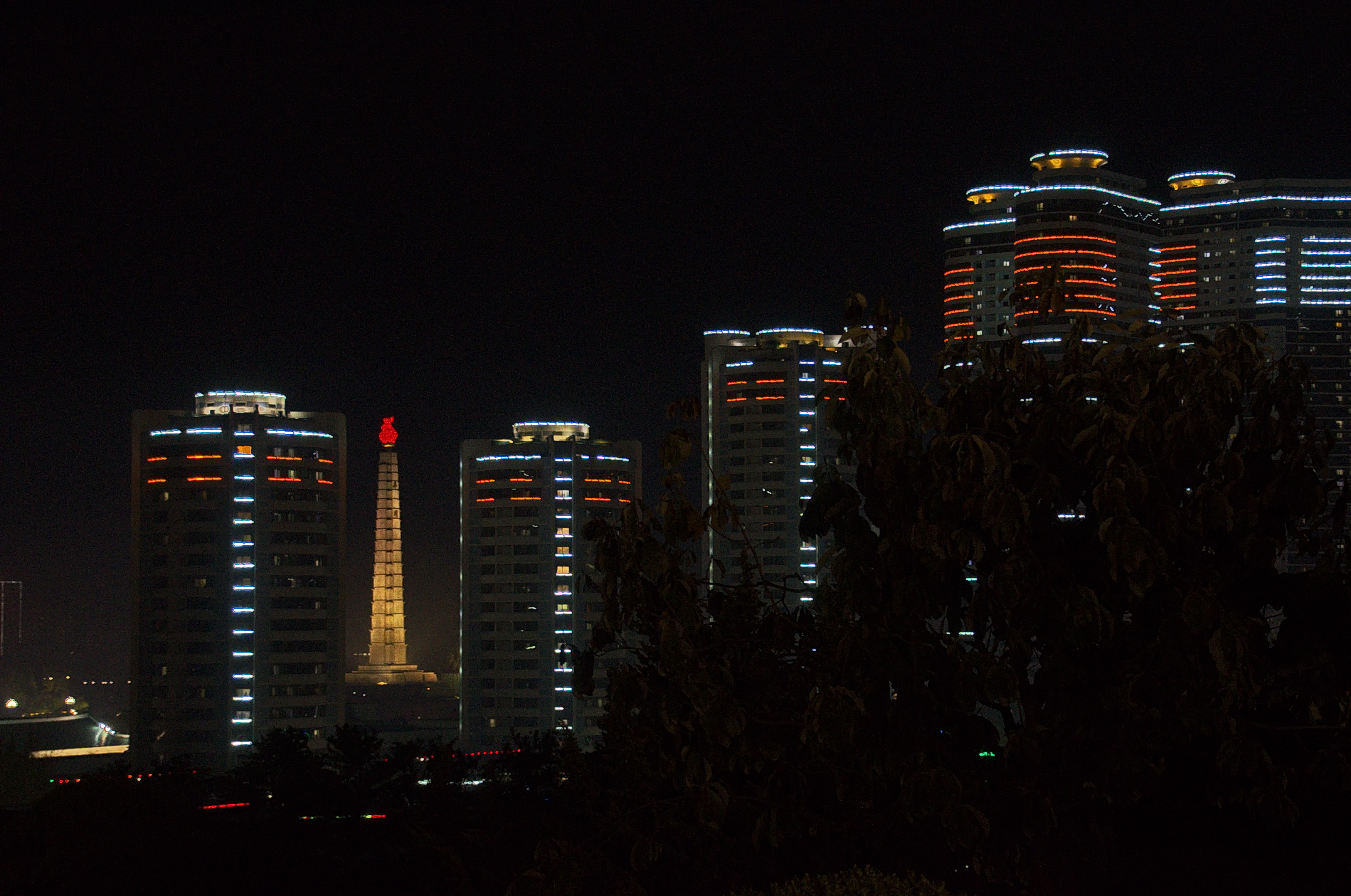
Újonnan épült lakóépületek

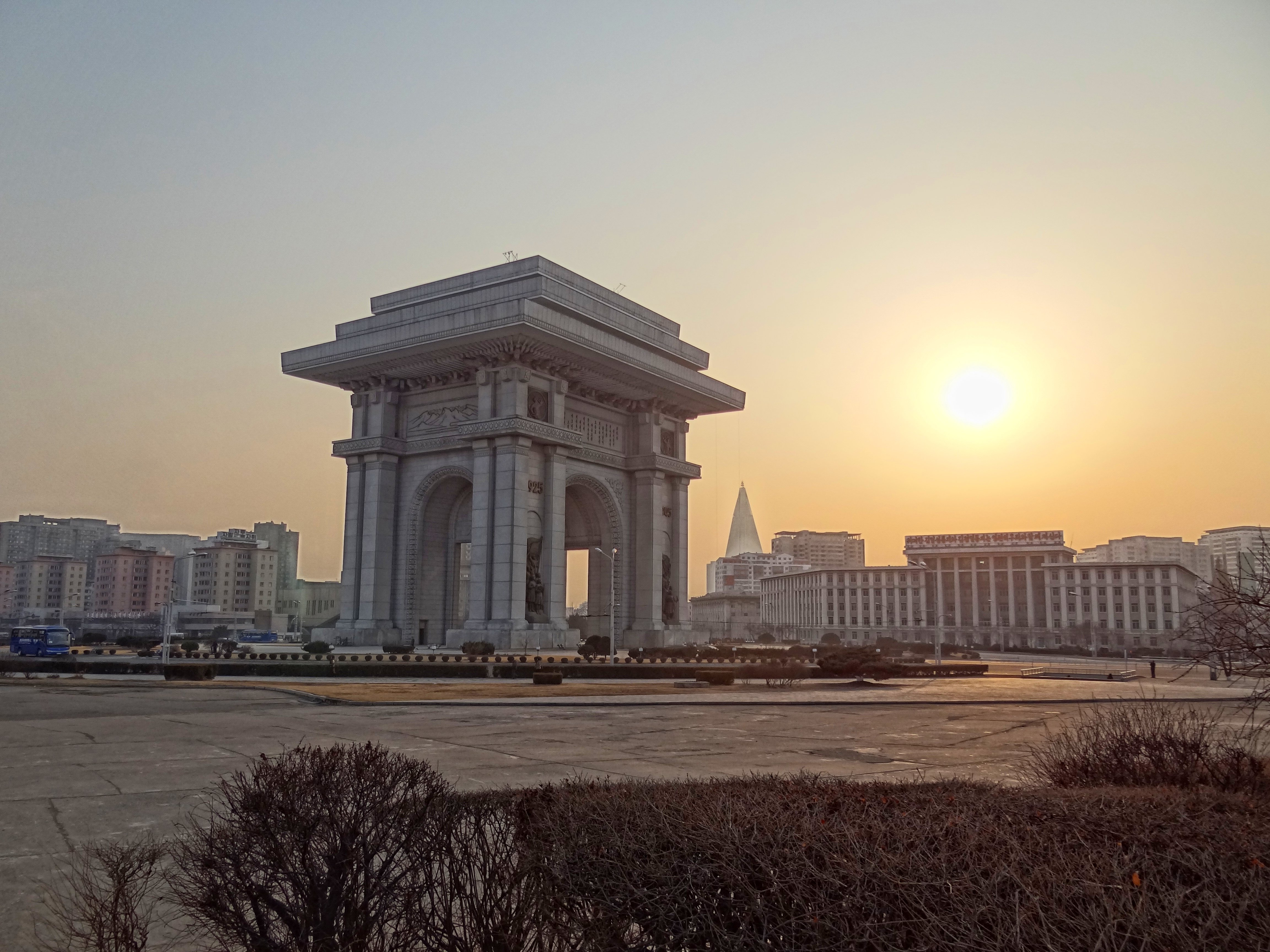
A diadalív

A régi Phenjan (P'yŏngyang)ból a koreai háború pusztításai során nem sok maradt meg. A háború után szovjet támogatással, Kim Ir Szen (Kim Il-sung) elképzelései szerint építették újjá. Célja az volt, hogy egy erős főváros látképe fokozza az észak-koreaiak elkötelezettségét és önbecsülését a háború utáni időkben. A végeredmény: széles sugárutak, monumentális középületek, mozaikok és díszes mennyezetek.
Phenjan (P'yŏngyang) kerületekre (구역; kujok (kuyŏk)), azon belül lakótelepekre, szomszédságokra (동; tong (dong)) osztható. Ezek a szomszédságok 5–6 ezer embernek adnak otthont. Számos lakosa toronyházakban lakik. Kim Ir Szen (Kim Il-sung) egyik célja volt, hogy korlátozza a város lakosságát, ezáltal az csendes és tágas lett, egyáltalán nem olyan, mint Kelet-Ázsia nagyvárosai.
A város épületei három részre oszthatóak: emlékművek, hagyományos koreai épületek, illetve toronyházak. Észak-Korea legismertebb látványosságai nagyrészt emlékművek, mint például a Dzsucse (Juche) torony, a phenjan (p'yŏngyang)i diadalív, vagy a manszude (mansudae)i bronzszobrok. Az első közülük egy 170 méter magas gránitoszlop, amely a dzsucse (juche) ideológia szimbóluma. 1982-re készült el, és 25 550 gránittömbből áll – ennyi napot élt meg Kim Ir Szen (Kim Il-sung) 1912 és 1982 között. A város kétségtelenül legismertebb épülete a Rjugjong Hotel (Ryugyŏng Hotel), amely szintek számát tekintve a hetedik legmagasabb épület a világon, magasságát tekintve pedig harmadik, bár még nem nyitott meg.
A város látképét toronyházak uralják. A kormány 2011-ben tömeges építkezési programot indított, mely során 100 ezer új lakást építettek meg. A Cshangdzson (Ch'angjŏn) utcai lakáskomplexum is ebből a célból épült, miután Kim Dzsongil (Kim Jŏng-il), az ország egykori vezetője „szánalmasnak” nevezte az utca akkori látképét. Folyamatos felújítás és építkezés alatt állnak a város lakóépületei, ugyanakkor a szigetelésük gyakran hiányos, ritka, hogy felvonó, illetve a központi fűtésrendszer legyen bennük.
Kim Dzsongun (Kim Jŏng-ŭn) folytatja apja munkáját, kormányzása alatt megépült a színes épületekből álló Mire (Mirae) Tudósok utcája (미래, 未來; Mire (Mirae) = „Jövő”), amelyet 2015 novemberében adtak át.
2016. április 3-án a Kumszuszan (Kŭmsusan) Nap Palotája és a Rjonghung (Ryonghŭng) kereszteződés között megkezdődött a korszerű, hetvenemeletes épületekből álló Rjomjong (Ryŏmyŏng) utca (려명, 黎明; Rjomjong (Ryŏmyŏng) = „Pirkadat”) építése. A hatalmas, éjszakánként neonfényben úszó épületekből álló új városrészt, amelynek építésében a Koreai Néphadsereg katonái is részt vettek 2017. április 14-én adták át. 2017. április 19-én megkezdődött a beköltözés az újonnan átadott városrészbe, túlnyomórészben a Kim Ir Szen (Kim Il-sung) Egyetem tanárai, oktatói lettek az első lakók.

### Látnivalók

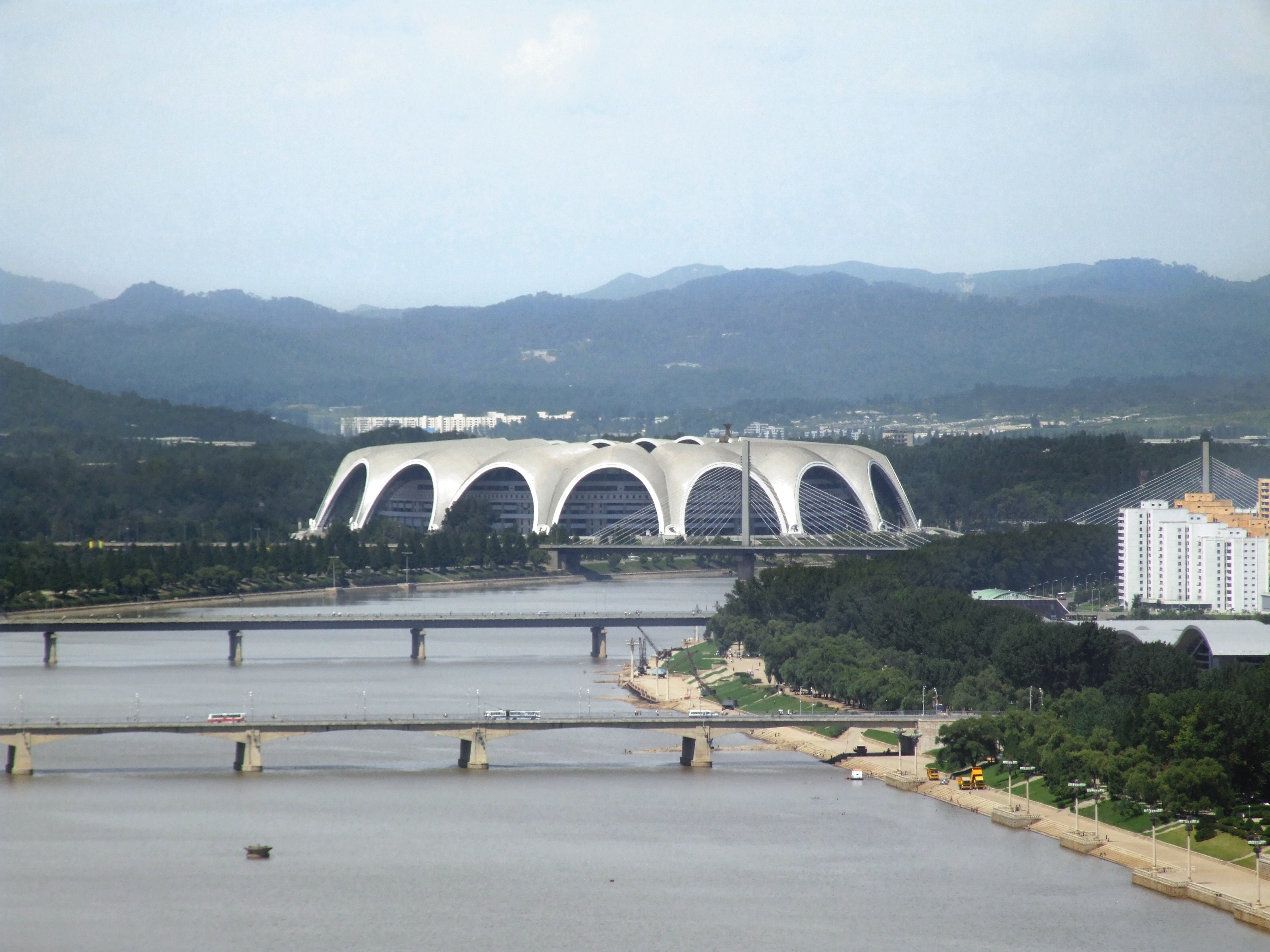
A Rungnado (Rŭngrado) Május Elseje Stadion a világ legnagyobb befogadóképességű sportarénája

A város legnagyobb látványosságai közé tartoznak:
- Kumszuszan (Kŭmsusan) Nap Palotája (금수산태양궁전; 錦繡山太陽宮殿)
- Phenjan (P'yŏngyang)i diadalív (개선문; 凱旋門) – Párizs diadalíve alapján készült, de magasabb nála.
- Kim Ir Szen (Kim Il-sung) mangjongde (mangyŏngdae)i szülőháza, avagy koreai hivatalos nevén Mangjongde (Mangyŏngdae)i Forradalomtörténeti Ösvény (만경대혁명사적지; 萬景臺革命史迹地) a város peremkerületében
- Dzsucse (Juche) torony (주체사상탑; 主體思想塔)
- Rungnado (Rŭngrado) Május Elseje Stadion (릉라도5월1일경기장; 綾羅島五月一日競技場)
- Kim Ir Szen (Kim Il-sung) Stadion (김일성경기장; 金日成競技場)
- Manszude (Mansudae) Nagyemlékmű (만수대대기념비; 萬壽臺大紀念碑)
- A Koreai Forradalom Múzeuma (조선혁명박물관; 朝鮮革命博物館)
- Kim Ir Szen (Kim Il-sung) tér (김일성광장; 金日成廣場)
- Janggakto (Yanggakto) Nemzetközi Hotel (양각도국제려관; 羊角島國際旅館)
- Egyesítés Diadalíve (조국통일3대헌장기념탑; 祖國統一三大憲章記念塔)

## Kultúra

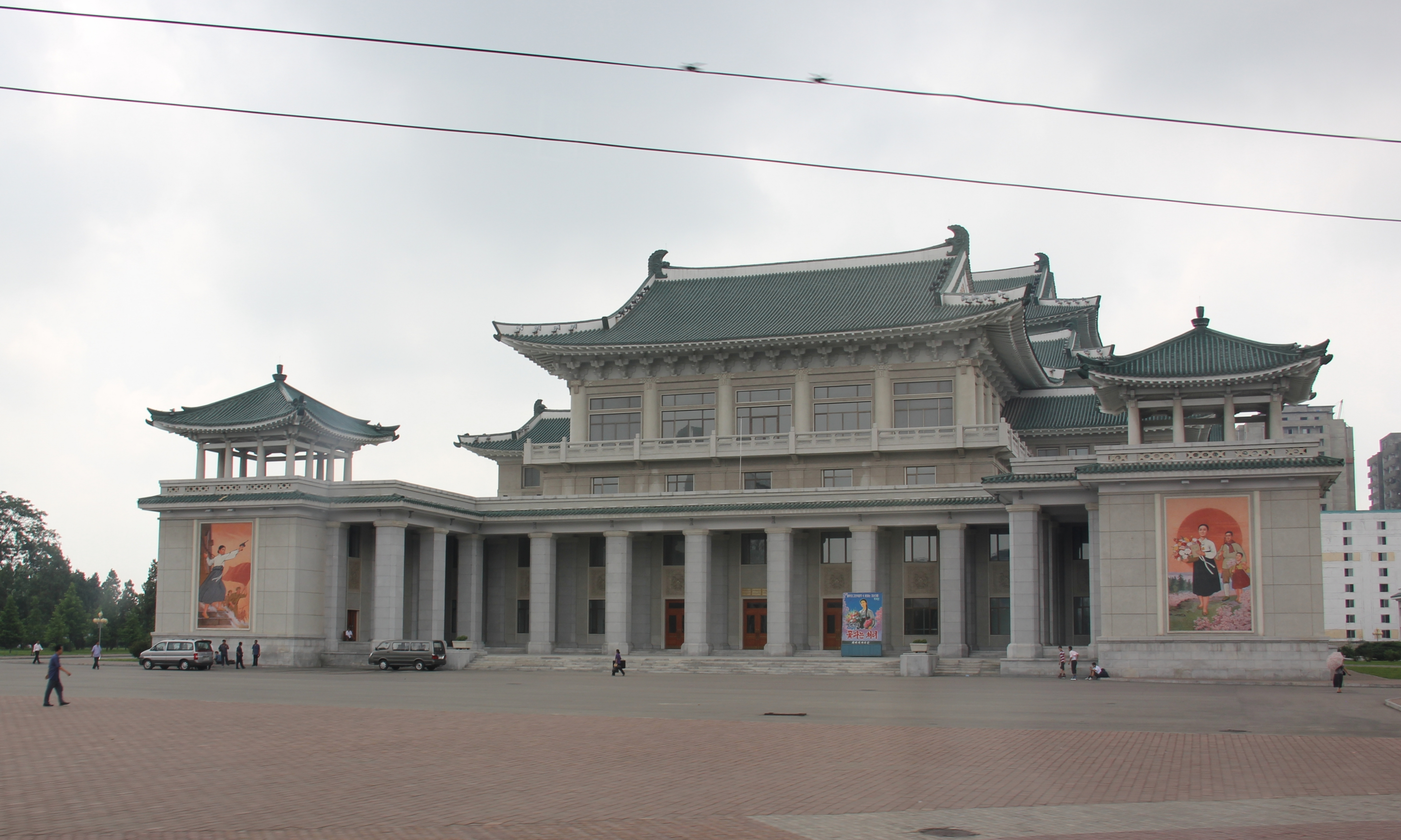
Phenjan (P'yŏngyang)i Nagyszínház

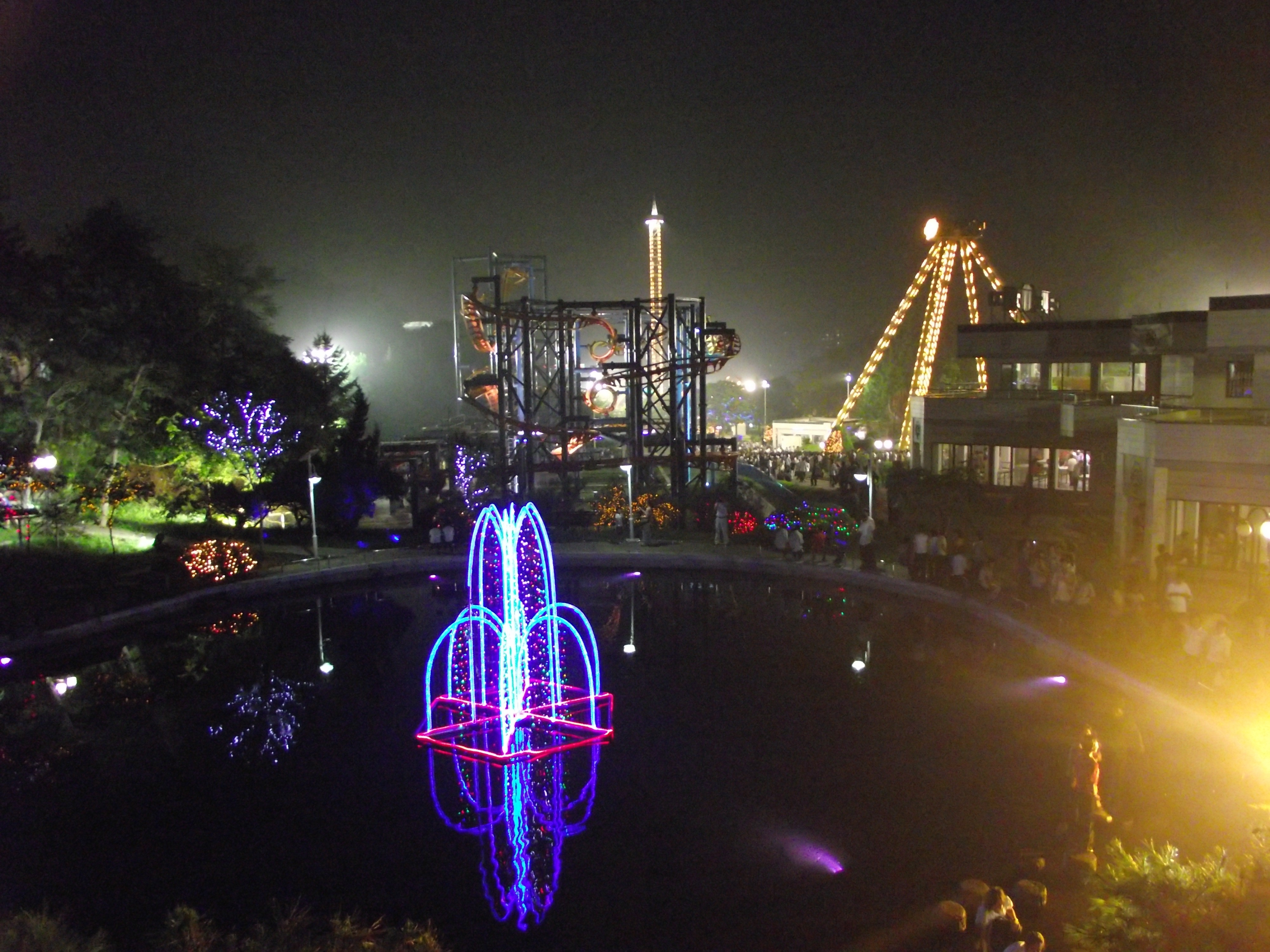
Keszon (Kaesŏn) Vidámpark

A városban számos színház található, ezek közül a leghíresebbek:
- Népszínház (인민극장; 人民劇場)
- Manszude (Mansudae) Művészeti Színház (만수대예술극장; 萬壽臺藝術劇場)
- Phenjan (P'yŏngyang)i Nagyszínház (평양대극장; 平壤大劇場)
- Kelet-phenjan (p'yŏngyang)i Nagyszínház (동평양대극장; 東平壤大劇場)
- Nemzeti Drámaszínház (국립연극극장; 國立演劇劇場)
- Moranbong Színház (모란봉극장; 牡丹峯劇場)

Emellett a város számos szabadidős helyszínnek ad otthont:
- Phenjan (P'yŏngyang)i Cirkusz (평양교예극장; 平壤巧藝劇場)
- Phenjan (P'yŏngyang)i Görkorcsolyapálya (로라스케트장; -場)
- Április 25. Kultúrotthon (4. 25문화회관; 四二十五文化會館)
- Fiatalság Központi Otthona (청년중앙회관; 靑年中央會館)
- Nagy Népi Tudás Háza (인민대학습당; 人民大學習堂)
- Phenjan (P'yŏngyang)i Nemzetközi Mozgóképotthon (평양국제영화회관; 平壤國際映畵會館)[56]
- Keszon (Kaesŏn) Vidámpark (개선청년공원; 凱旋青年公園)[57]
- Népi Kultúrpalota (인민문화궁전; 人民文化宮殿)[58]

### Gasztronómia

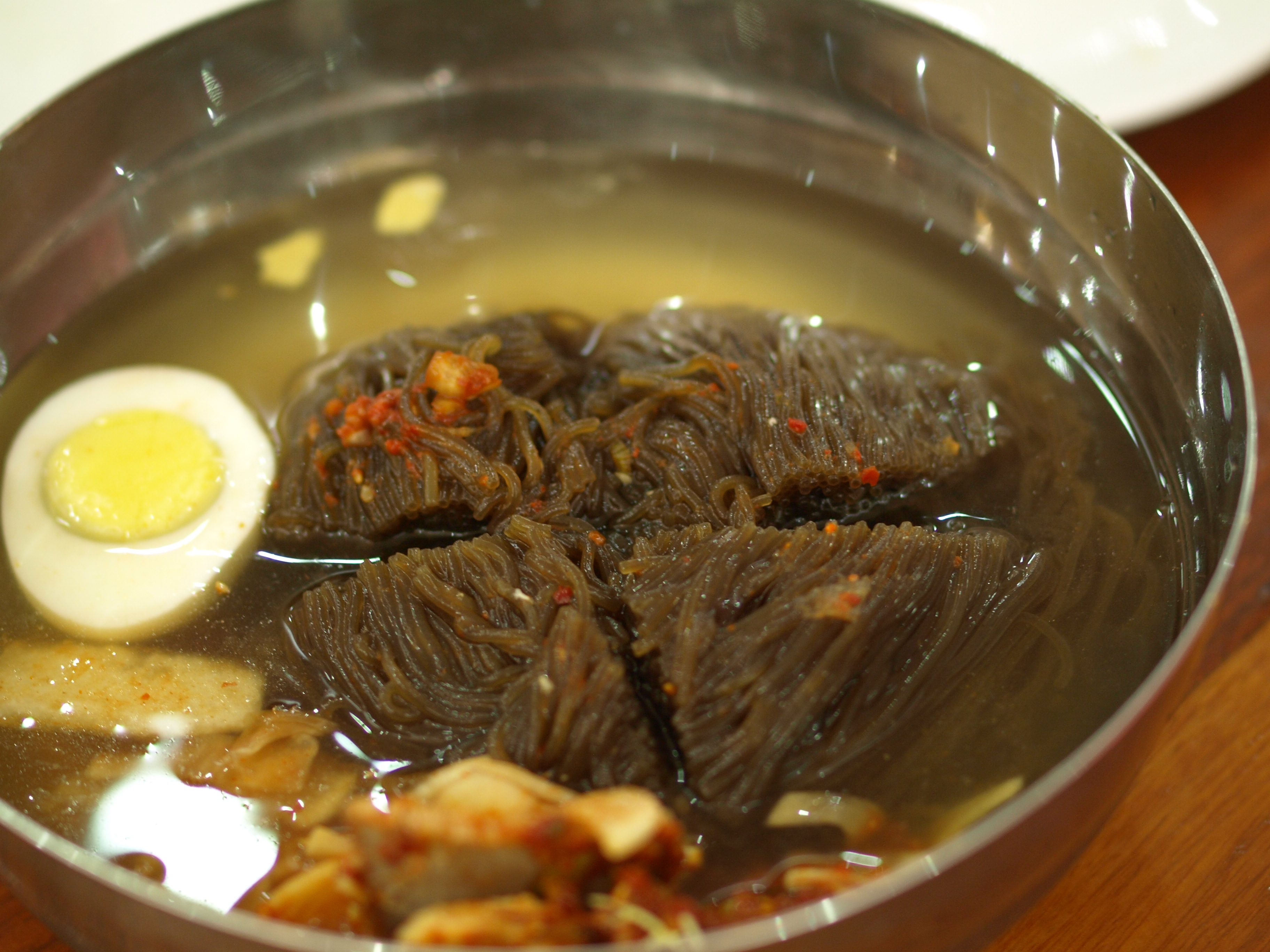
Rengmjon (Raengmyŏn)

Mivel a város Phjongan (P'yŏngan) tartomány székhelye volt 1946-ig, kulináris téren hagyományai azonosak a tartomány jellegzetességeivel. A leghíresebb étele a rengmjon (raengmyŏn), amely hideg húslevesben tálalt főtt hajdinatészta, tongcshimi (dongchimi)vel és japán körtével a tetején. Fogyasztják a másnaposság ellenszereként is.
A város híres még pisztrángleveséről, amely a Tedong (Taedong) folyóban honos pisztrángból készül, sóval és feketeborssal. Szintén helyi specialitás a phenjan (p'yŏngyang)i módon készített onban, amely frissen főzött rizs, tetején szeletelt gombával, csirkehússal és pindettok (bindaetteok)kal (mungóbabból és zöldségekből készült palacsintával).
A város leghíresebb éttermei közé tartozik az Ongnjugvan (Okryugwan) és a Cshongnjugvan (Ch'ŏngryugwan).
2017 elején megnyílt a Takahasi szusibár, amelyet Fudzsimotó Kendzsi, Kim Dzsongil (Kim Jŏng-il) hajdani szakácsa üzemeltet.

## Oktatás

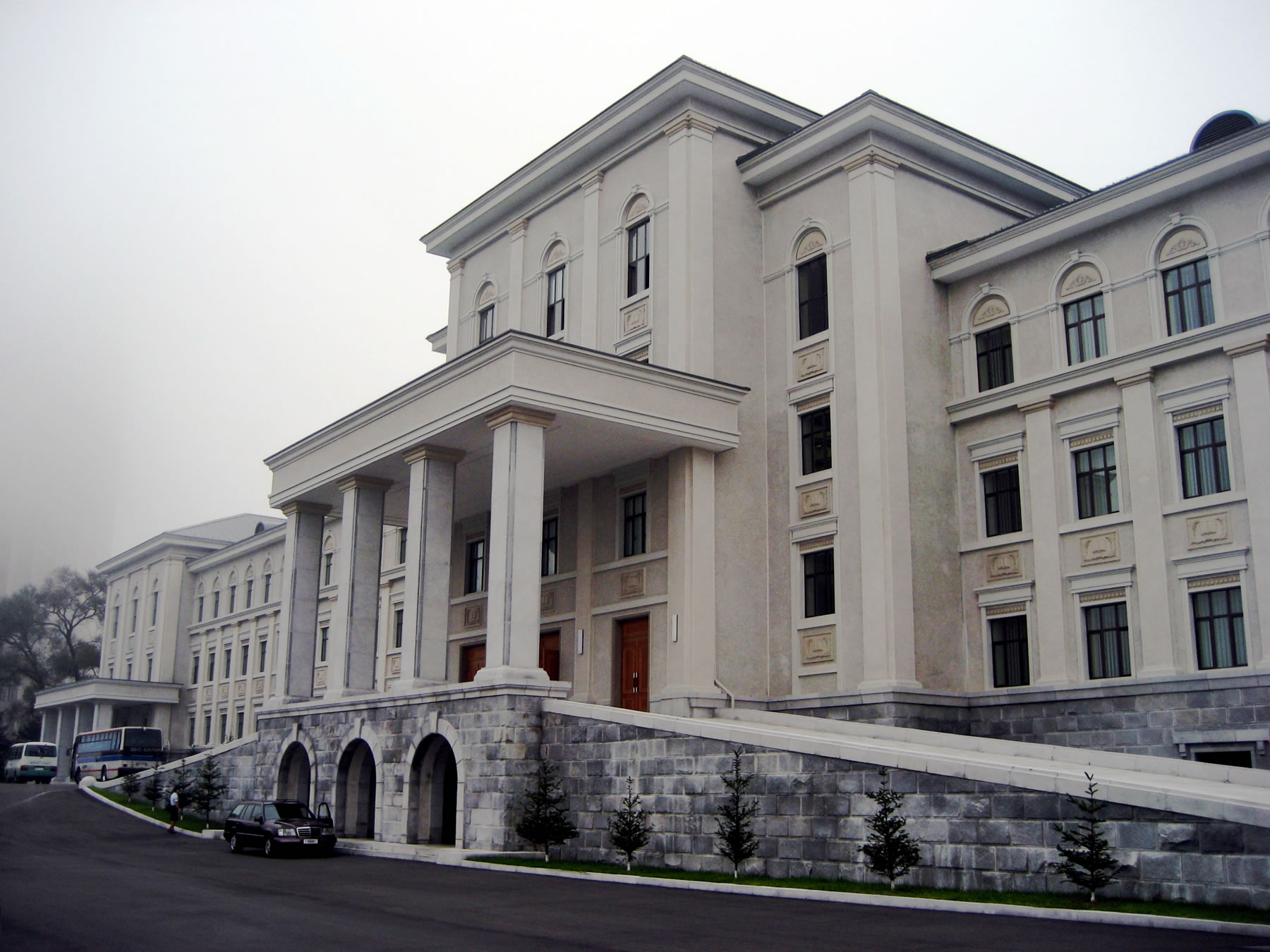
Kim Ir Szen Egyetem

Az 1945-ös felszabadulás előtt a városnak nem volt egyeteme, csupán két nagyobb felsőoktatási intézmény működött: a Phenjan (P'yŏngyang)i Tanárképző Iskola és a Phenjan (P'yŏngyang)i Orvostudományi Főiskola. Emellett három általános és középiskola, illetve egy-két szakiskola üzemelt a városban.
1946-ban megalapították a Kim Ir Szen (Kim Il Sung) Egyetemet, és emellett számos kisebb oktatási intézményt. 1956-ban számos új általános iskola, 1958-ban pedig több új középiskola létesült.
A fejlesztéseknek köszönhetően Phenjan (P'yŏngyang) a Koreai Népi Demokratikus Köztársaság legnagyobb oktatási központjává vált. Napjainkban itt találhatók a legrangosabb észak-koreai egyetemek, amelyekre a legnehezebb bejutni az országban. Javarészt magas rangú párttagok gyermekei tanulnak a fővárosban.
Nemzeti szinten a leghíresebb és legnagyobb a Kim Ir Szen (Kim Il Sung) Egyetem, de itt található többek közt:
- Kim Hjongdzsik (Kim Hyŏng-jik) Egyetem (김형직사범대학; 金亨稷師範大學)
- Kim Cshek (Kim Ch'aek) Ipari Egyetem (김책공업종합대학; 金策工業綜合大學)
- Phenjan (P'yŏngyang)i Orvostudományi Egyetem (평양의학대학; 平壤醫學大學)
- Phenjan (P'yŏngyang)i Építőipari Egyetem (평양건설건재대학; 平壤建設建材大學)
- Phenjan (P'yŏngyang)i Zenei és Táncművészeti Egyetem (평양음악무용대학; 平壤音樂舞踊大學)
- Phenjan (P'yŏngyang)i Színművészeti Egyetem (평양연극영화대학; 平壤演劇映畵大學)
- Han Dokszu (Han Dŏk-su) Könnyűipari Egyetem (한덕수평양경공업대학; 韓德銖平壤輕工業大學)
- Koreai Testnevelési Egyetem (조선체육대학; 朝鮮體育大學).

## Infrastruktúra

### Közlekedés
Phenjan (P'yŏngyang) az ország közlekedési gócpontja. Közutakkal, vasútvonalakkal és légifolyosókkal rendelkezik belföldi és külföldi úti célokra egyaránt. Innen indul autópálya Nampho (Namp'o), Vonszan (Wŏnsan), és Keszong (Kaesŏng) felé. Az ország legnagyobb vasútvonalai ide futnak be, a Phenjan (P'yŏngyang) vasútállomásra, ezek közül a legnagyobbak az északi Phjongi (P'yŏngŭi), az északkeleti Phjongna (P'yŏngra) és a déli Phjongbu (P'yŏngbu). Nemzetközi vasúti járatok is indulnak innen Peking (Beijing) (25 óra), Tantung (Dandong) (6 óra), illetve Moszkva (6 nap) felé. A város a Phjongna (P'yŏngra) vonal révén összeköttetésben áll a Transzszibériai vasútvonallal. Egy Vonszan (Wŏnsan)ba tartó gyorsvasút tervezés alatt áll.

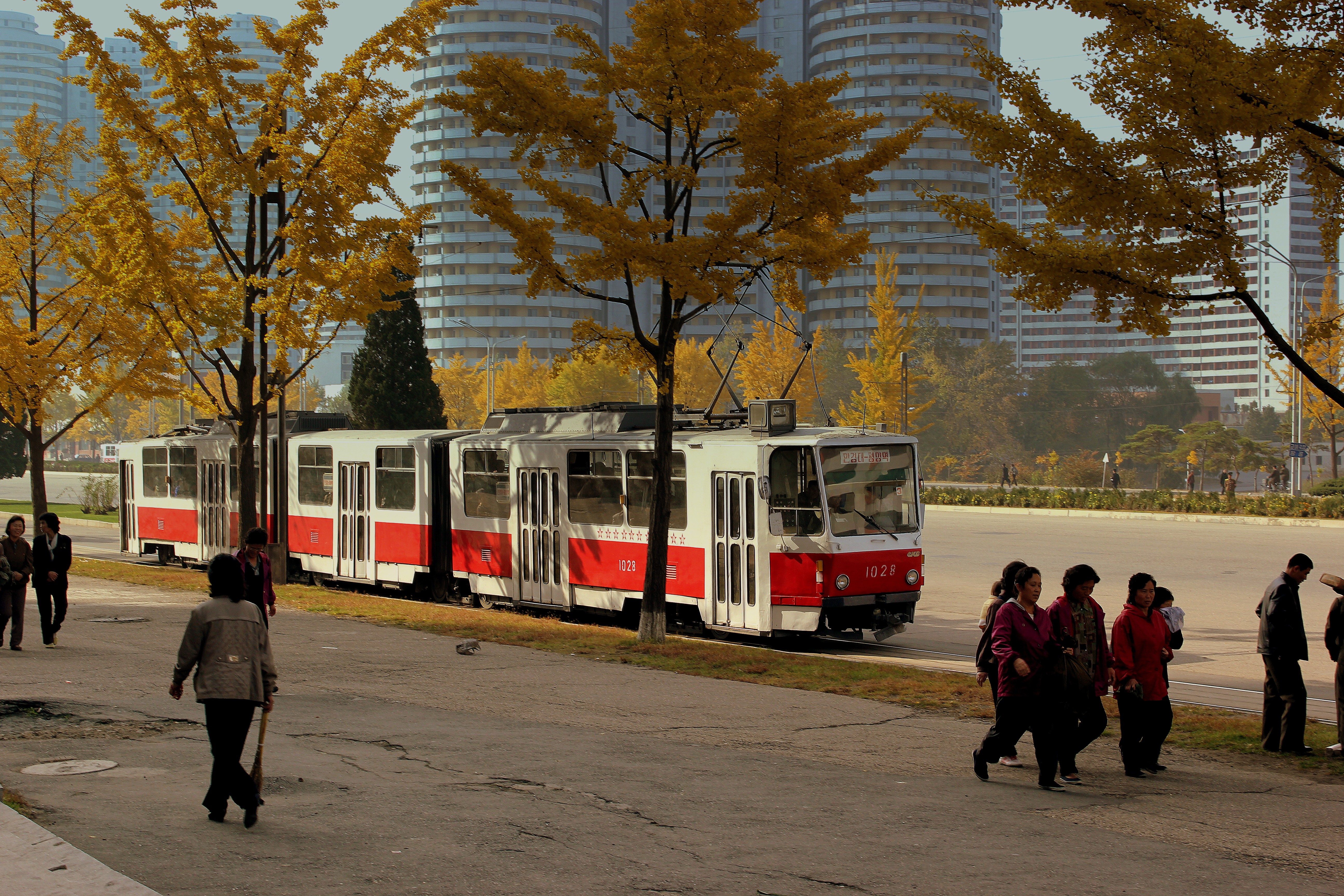
Tatra KT8D5K villamos

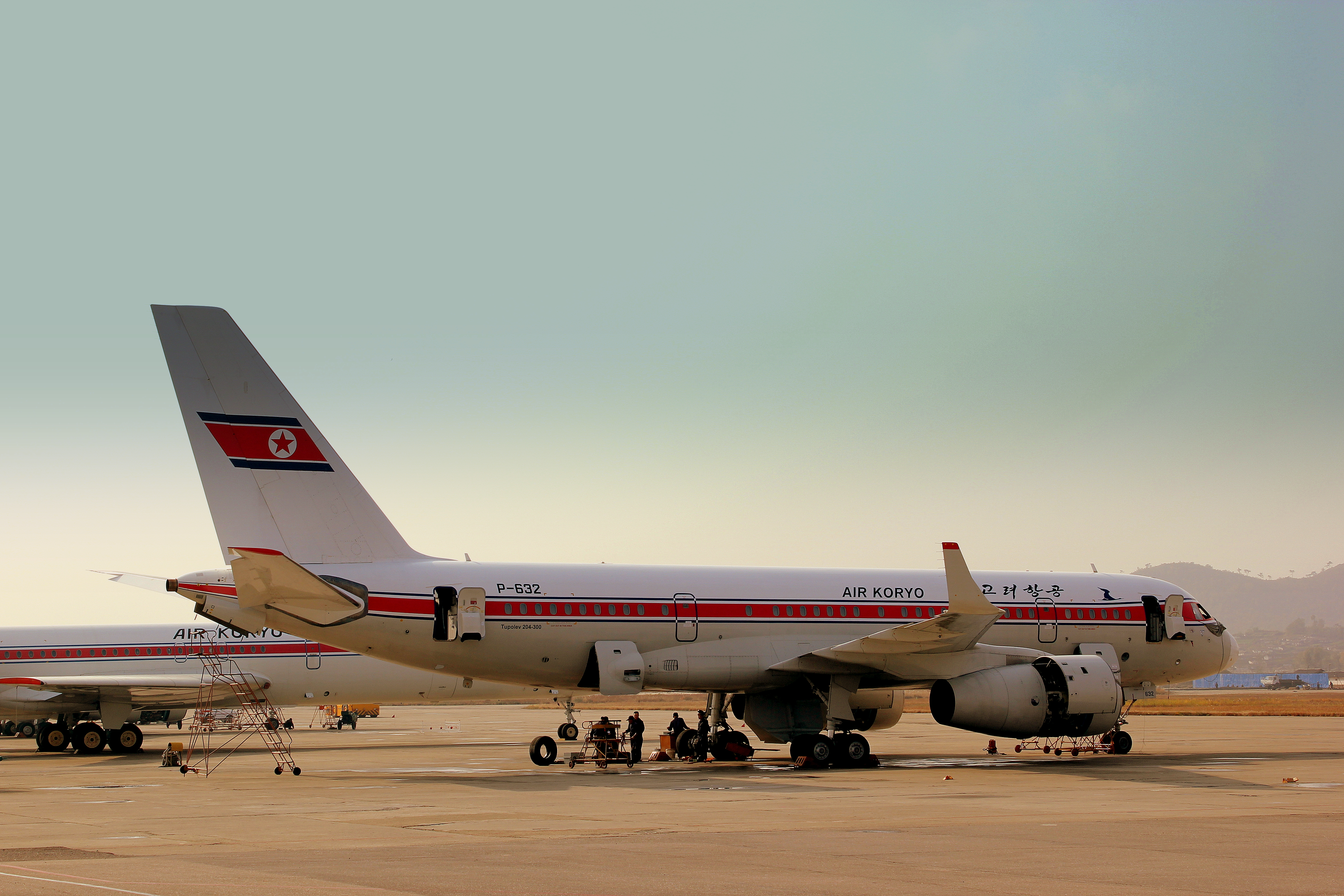
Az Air Koryo Tu–204 típusú gépe a Szunan (Sunan)i nemzetközi repülőtéren

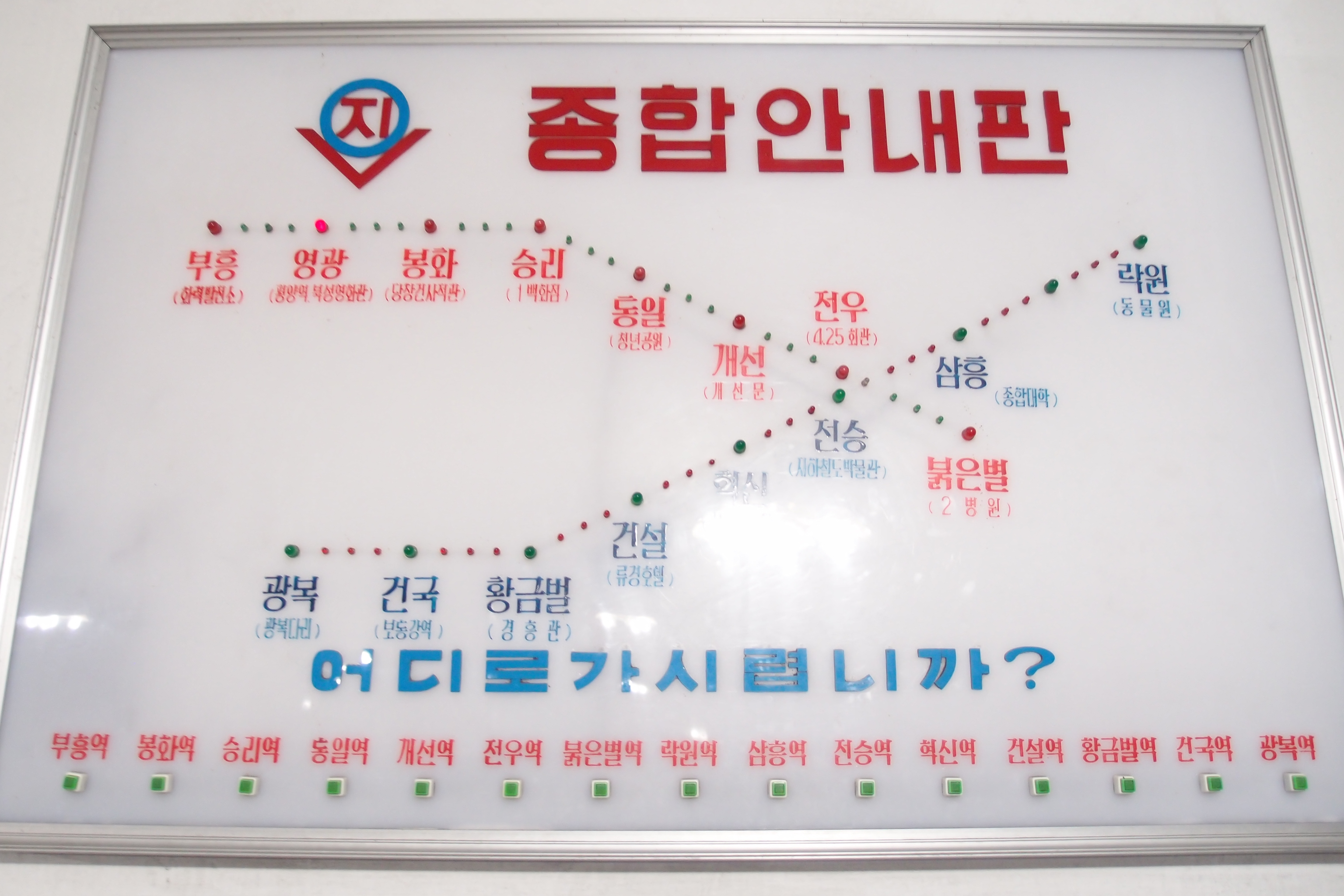
A metró információs táblája

Az állami tulajdonú Air Koryo nemzetközi járatokat indít a Szunan (Sunan)i nemzetközi repülőtérről az alábbi célállomásokra:
- Peking (Beijing) (Peking (Beijing)i nemzetközi repülőtér) – heti 5 járat
- Senjang (Shenyang) (Senjangi Taohszien (Shenyangi Taoxian) nemzetközi repülőtér) – heti 2 járat
- Vlagyivosztok (Vlagyivosztoki nemzetközi repülőtér) – heti 2 járat
- Kuala Lumpur (Kuala Lumpur nemzetközi repülőtér) – heti 1 járat

2008 áprilisától az Air China rendszeresen indít járatokat a városba, ezeket a Covid19-pandémia miatt 2020 januárjában felfüggesztették.
Belföldi légi úticélok:
- Hamhung (Hamhŭng)
- Vonszan (Wŏnsan)
- Cshongdzsin (Ch'ŏngjin)
- Hjeszan (Hyesan)
- Szamdzsijon (Samjiyŏn)

A metró, a villamos- és a trolihálózat végzi a közösségi utasszállítás javát. 2015 júliusában a forgalmasabb utak mellett kerékpárutak épültek. A városban kevés a személygépjármű, ezért a gépkocsibirtoklás Észak-Koreában státuszszimbólumnak számít, a lakosság nagy része kerékpározik. Néhány közút állapota sem megfelelő.

### Egészségügy

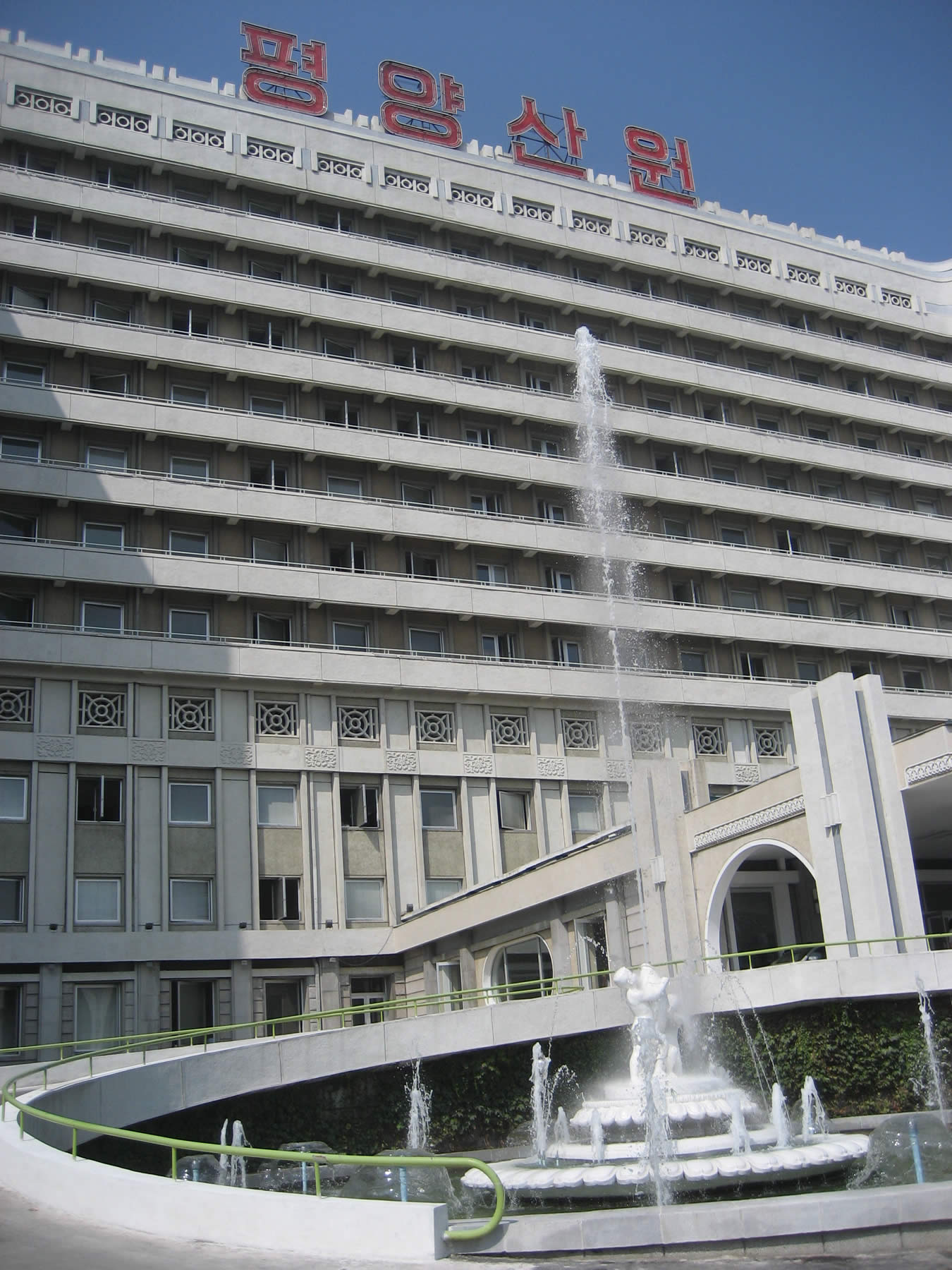
Phenjan (P'yŏngyang)i szülészet

Az 1945-ös felszabadulás előtt a városban alig négy kórház üzemelt, napjainkban azonban Phenjan (P'yŏngyang)ban számos kórház és rendelőintézet található. Ezek közül a legnagyobbak:
- Koreai Vöröskereszt Kórház (조선적십자종합병원; 朝鮮赤十字綜合病院)
- Phenjan (P'yŏngyang)i Orvostudományi Egyetem Kórháza (평양의학대학병원; 平壤醫學大學病院)
- Phenjan (P'yŏngyang)i Szülészet (평양산원; 平壤産院)
- Kim Man-ju (Kim Man-yu) Kórház (김만유병원; 金萬有病院)
- Phenjan (P'yŏngyang) Városi 1. sz. Népkórház (평양시제1인민병원; 平壤市第一人民病院)
- Phenjan (P'yŏngyang) Városi 2. sz. Népkórház (평양시제2인민병원; 平壤市第二人民病院)
- Phenjan (P'yŏngyang) Városi 3. sz. Népkórház (평양시제3인민병원; 平壤市第三人民病院)
- Korjo (Koryŏ) Orvostudományi Kórház (고려의학종합병원; 高麗醫學綜合病院)
- Kugang Kórház (구강종합병원; 口腔綜合病院)

Ezenfelül minden körzetnek, megyének van saját rendelőintézete is.

## Turizmus
A turisták kizárólag államilag kirendelt kísérők jelenlétében nézhetnek várost Phenjan (P'yŏngyang)ban. Ezek a kísérők az idegen nyelvek java részén beszélnek, így magyarul is. A városba látogatás megvalósulhat állami, vagy magántulajdonú (Koryo Tours, Uri Tours, Young Pioneer Tours) utazási irodán keresztül is.

## Sport

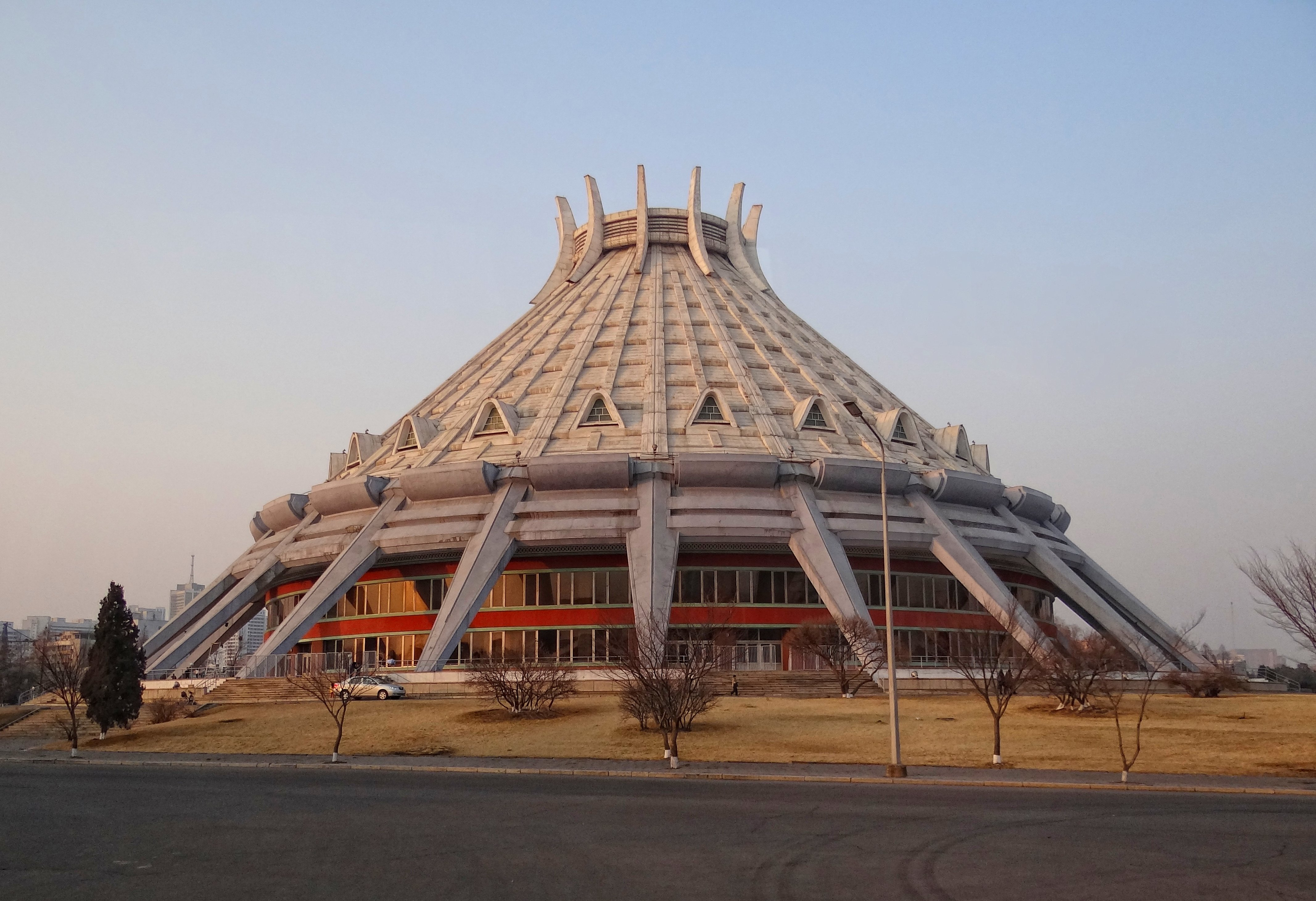
A városi műjégpálya

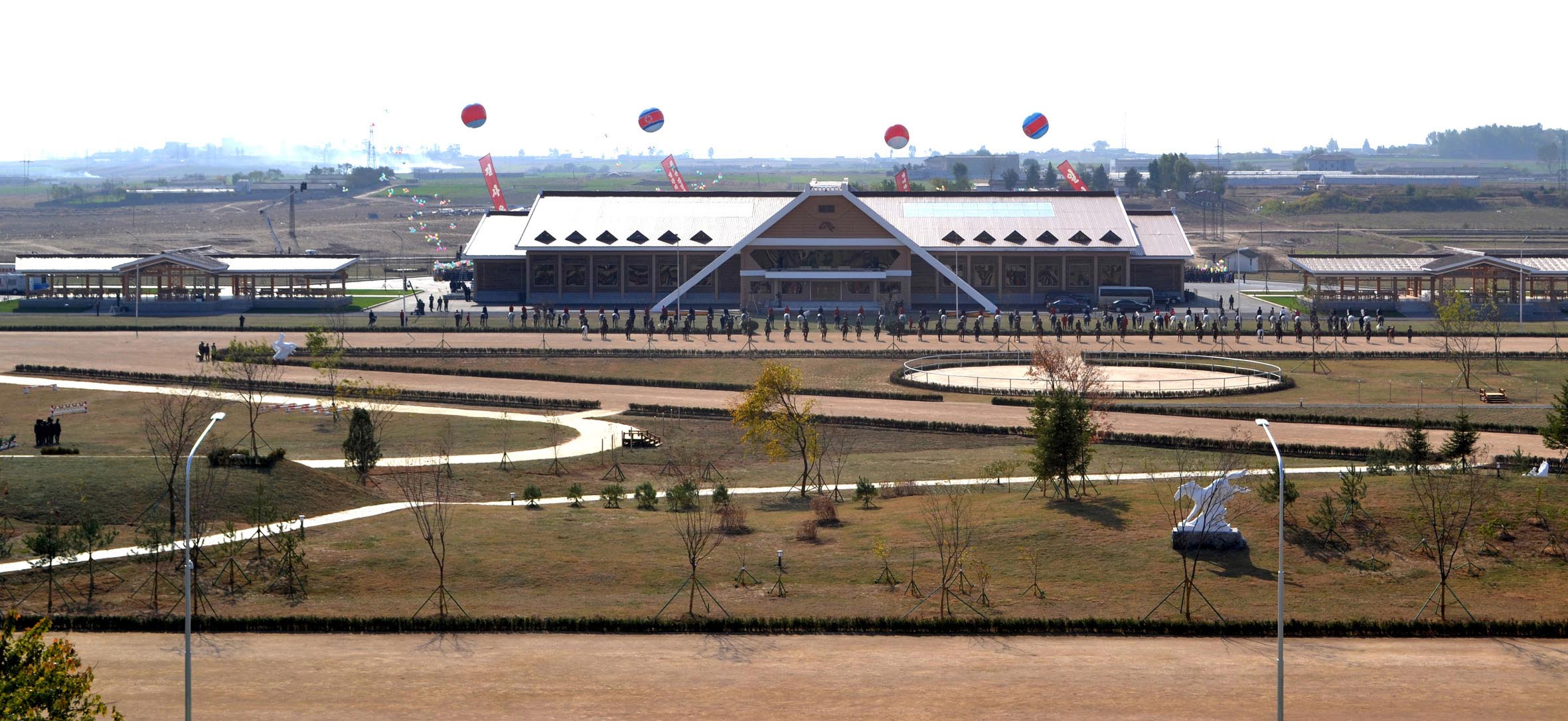
Mirim Lovaglóklub

Az észak-koreai propaganda nagy hangsúlyt fektet a rendszeres testmozgásra, ennek köszönhetően a város számos állami, sportért felelős szervezet székhelye. Ezek közül a legnagyobbak:
- Testnevelési Iránymutató Bizottság (체육지도위원회; 體育指導委員會)
- Csoportgimnasztika Társulat (집단체조창작단; 集團體操創作團)
- Testneveléstudományi Kutatóintézet (체육과학연구소; 體育科學硏究所)

Továbbá itt találhatók Észak-Korea legnagyobb sportlétesítményei, ezek közül a legfontosabbak:
- Kim Ir Szen (Kim Il-sung) Stadion (김일성경기장; 金日成競技場)
- Május Elseje Stadion (5월1일경기장; 五月一日競技場)
- Janggakto (Yanggakdo) Labdarúgóstadion (양각도축구경기장; 羊角島蹴球競技場)
- Phenjan (P'yŏngyang)i Sportház (평양체육관; 平壤體育館)
- Phenjan (P'yŏngyang)i Műjégpálya (평양빙상장; 平壤氷上場)
- Szoszan (Sŏsan) Labdarúgóstadion (서산축구경기장; 西山蹴球競技場).[63]
- Meari Lőtér (메아리사격관; 메아리射擊館)
- Mirim Lovaglóklub (미림승마구락부; 美林乘馬俱樂部)

## Híres szülöttei

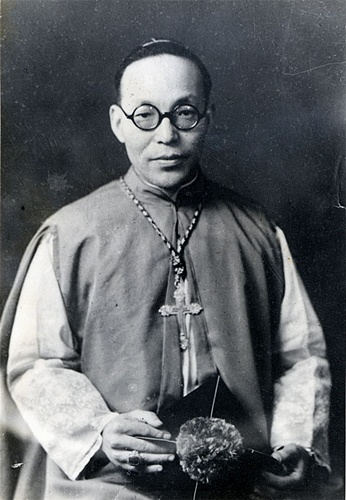
Hong Rjongho (Hong Ryong-ho)

- William D. Reynolds amerikai hittérítő (1867–1951)
- Hong Rjongho (Hong Ryong-ho) észak-koreai püspök (1906–?)
- An Ikthe (Ahn Eak-tai) zeneszerző és karmester (1906–1965)
- George McCune nyelvész, író (1908–1948)
- Kim Ir Szen (Kim Il-sung) politikus (1912–1994)
- Hvang Dzsangjop (Hwang Jang-yŏp) politikus (1923–2010)
- Pak Tuik (Park Doo-ik) labdarúgó (1942–)
- Farkas Attila magyar labdarúgó (1978–)

## Testvérvárosok
- Moszkva, Oroszország[74]
- Katmandu, Nepál (2001 novembere óta)[75]
- Jakarta, Indonézia[76]